# アクロス豊川
アクロス豊川（アクロスとよかわ）は、愛知県豊川市にあったショッピングセンター。1997年（平成9年）4月27日オープン、2017年（平成29年）春に閉店した。
閉店後に建物は解体され、跡地には2018年3月23日、オリックス不動産が開発・運営するショッピングセンター「クロスモール豊川」がオープンした。

## 概要
郊外型ショッピングセンター（ロードサイド店舗）。
敷地内に、株式会社ハクヨプロデュースシステムが運営管理する専門店複合モール「PATIO TOYOKAWA（パティオ豊川）」のほか、フィットハウスや上新電機、スギ薬局などの店舗が、同じ建物内ではなくそれぞれ独立した店舗として立地していた。
大和情報サービス（現：大和ハウスリアルティマネジメント）が運営していた物件である。

## 主な店舗
- PATIO TOYOKAWA（パティオ豊川）
  - ミスタードーナツ アクロス豊川ショップ[4]
  - たまごの家 アクロス豊川店[5]
  - 日田まぶし千屋 アクロス豊川店[6]
- イシグロ アクロス豊川店[7] - 豊川市千歳通へ移転し「豊川店」としてオープン[8]。
- フィットハウス 豊川店 - クロスモール豊川に出店継続[9]
- スギドラッグ アクロス豊川店[10] - クロスモール豊川店として出店継続[11]。
- 上新電機 - クロスモール豊川店として出店継続[12]。
- 一番カルビ - クロスモール豊川店として出店継続[13]。
- ふとんタナカ アクロス豊川店

など

## アクセス
- JR豊川駅または名鉄諏訪町駅（心道教前バス停）から豊鉄バス「豊橋駅前」行きで「正岡」下車
- JR・名鉄豊橋駅から豊鉄バス「豊川駅前」または「新城富永」行きで「正岡」下車
- JR牛久保駅から徒歩約20分